# Romería de la Cara de Dios

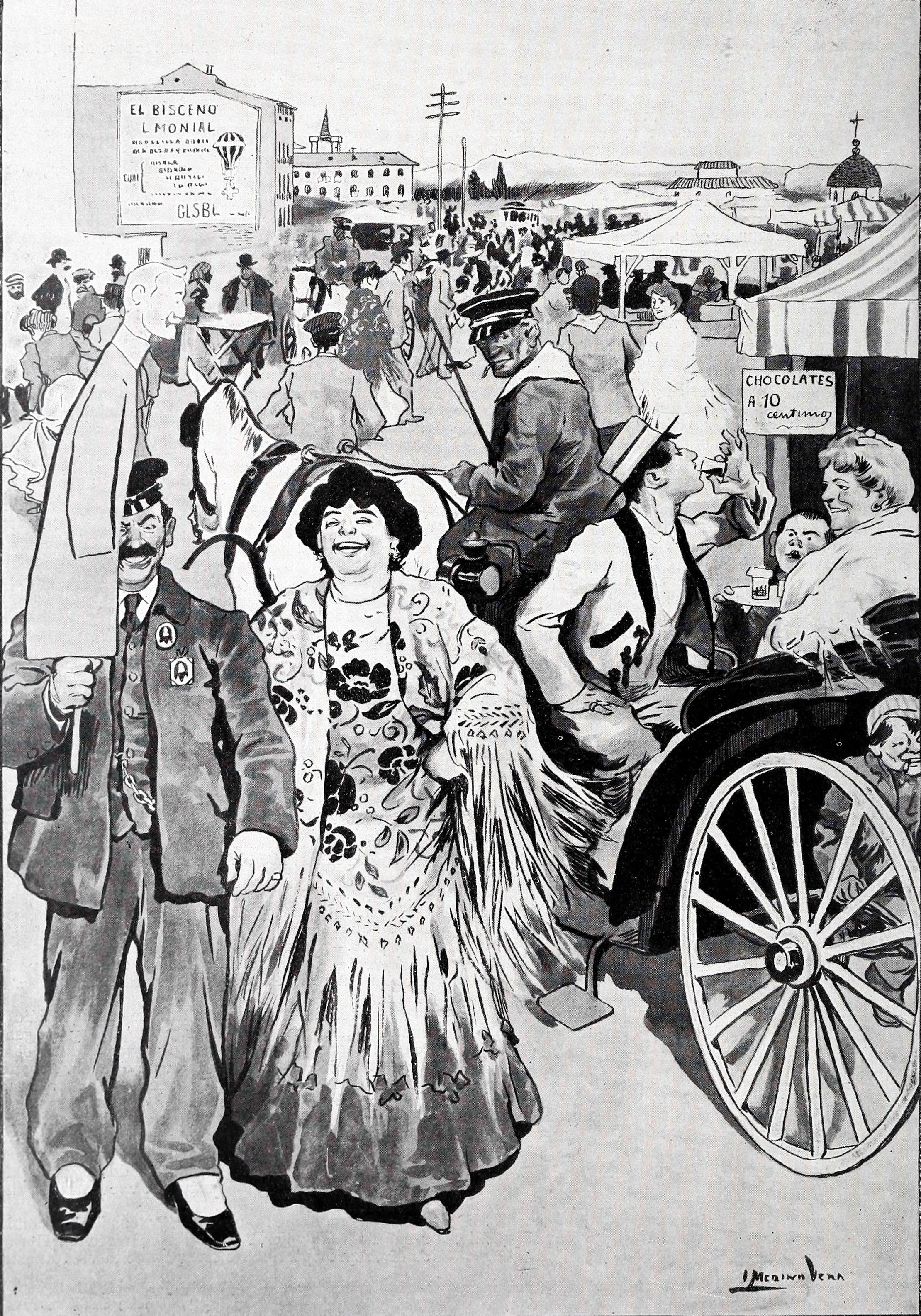
«Costumbres populares. La romería de la Cara de Dios». Ilustración de Medina Vera (Blanco y Negro, 1908).

La romería de la Cara de Dios fue una romería celebrada en la ciudad española de Madrid durante la Semana Santa, el día del Viernes Santo.

## Descripción

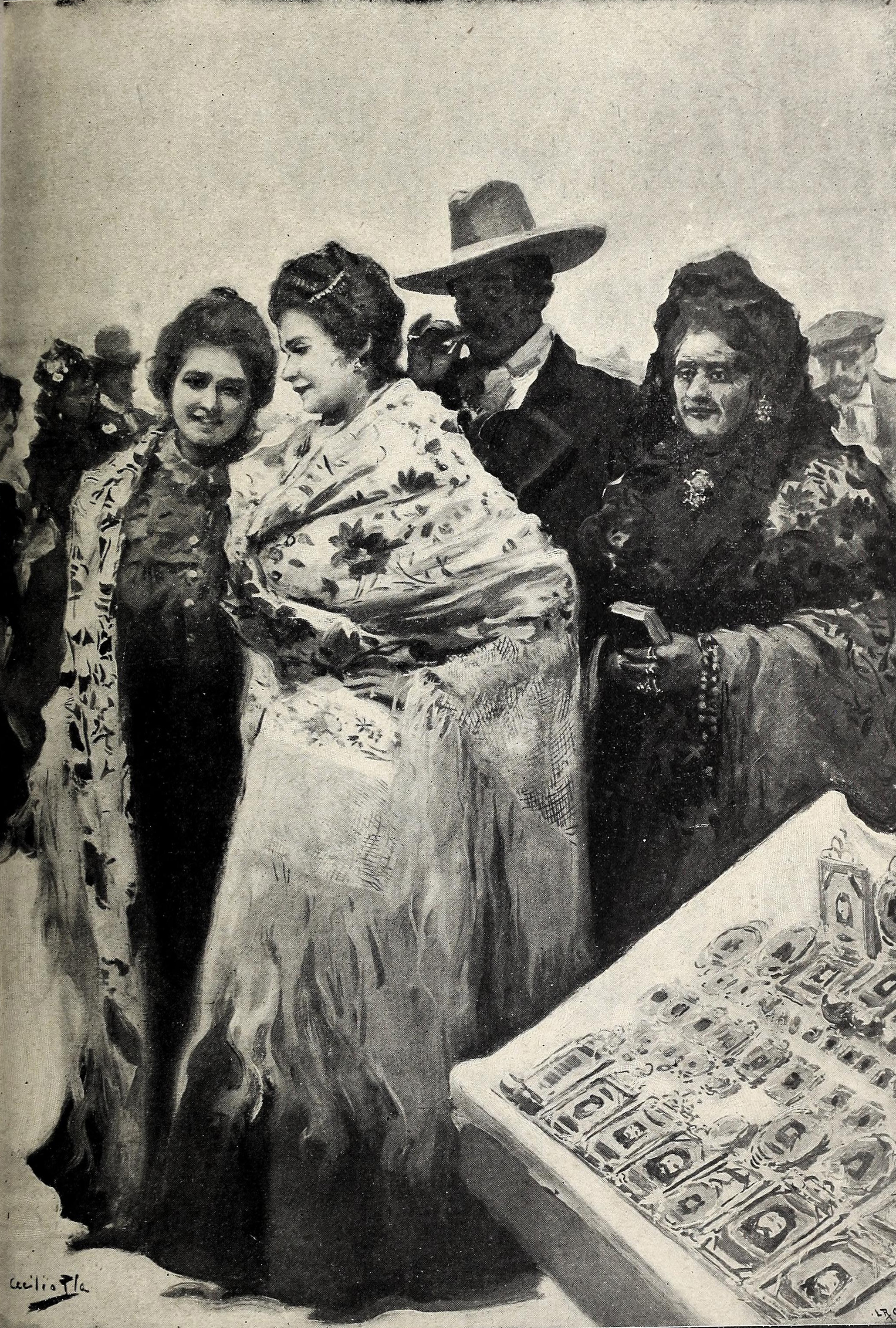
Romería de la Cara de Dios. Dibujo de Cecilio Pla (Blanco y Negro, 1898).

El día de Viernes Santo se celebraba una romería yendo a la iglesia de la Cara de Dios, situada en la calle de la Princesa. Su nombre formal era capilla de Nuestra Señora de la Concepción y fue fundada por Leonor de Moura en 1700, si bien era conocida como iglesia de la Cara de Dios porque albergaba un lienzo con la Santa Faz. La romería dejó de celebrarse en 1918 y fue sustituida por la verbena de San Fernando, celebrada el 30 de mayo. Carlos Arniches fue autor de una obra de teatro cuyo título hacía referencia a la romería: La cara de Dios.

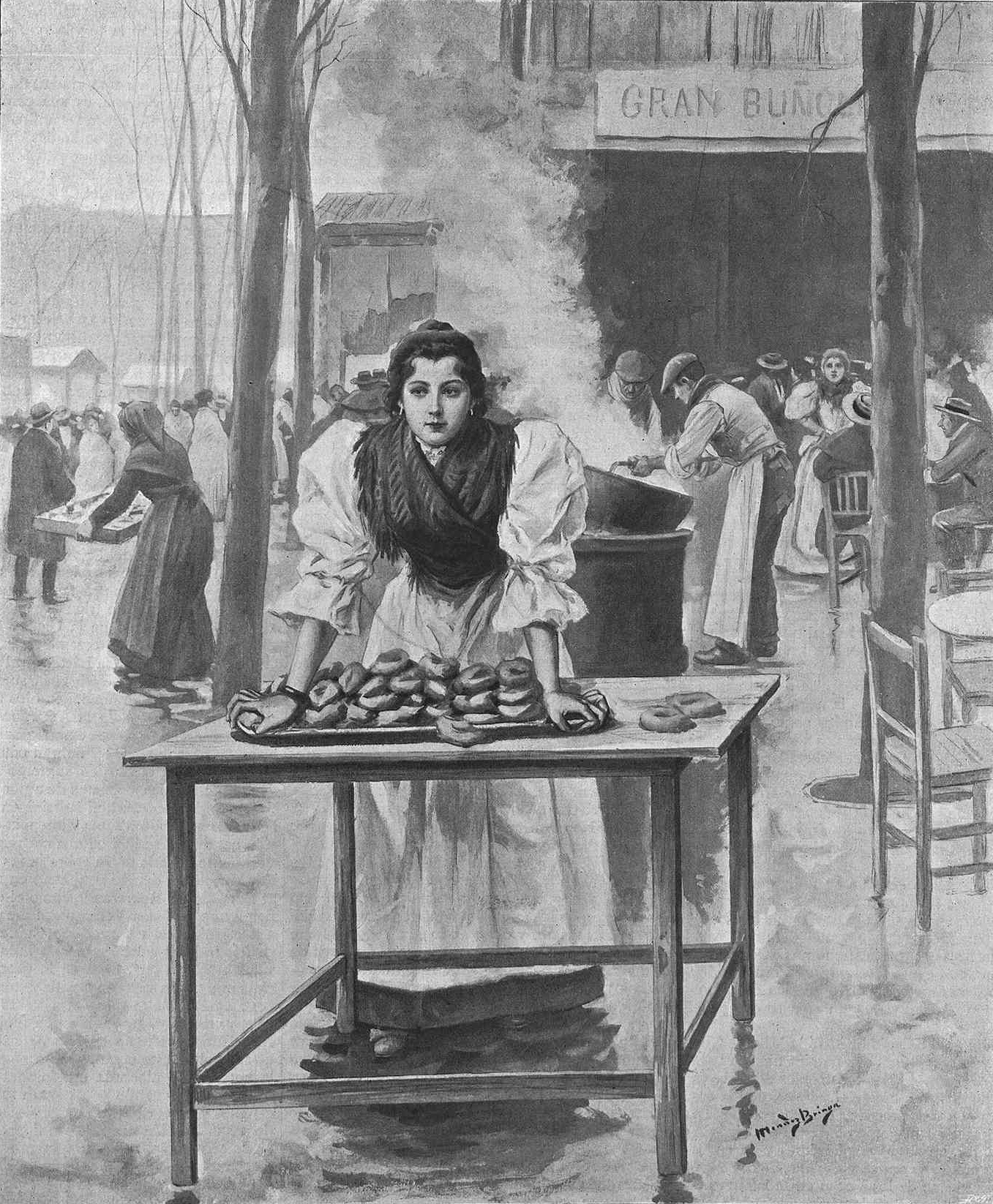
«La romería de la Cara de Dios en Madrid». Dibujo de Narciso Méndez Bringa (La Ilustración Artística, 1897).

Según referencias periodísticas, el alcalde, Sr. Francos Rodríguez, manifestó ayer que este año no se celebrará la romería llamada de la Cara de Dios, habiéndose, por lo tanto, prohibido la instalación de puestos de bebidas y buñuelos en la calle de la Princesa y adyacentes.

He aquí una típica costumbre más que desaparece. La romería de la Cara de Dios, tradicional y castiza, con su desfile de mujeres ataviadas a la usanza andaluza, será un motivo literario más que engarzar a la leyenda del Madrid bullanguero y manolesco.

La bárbara policromía de los mantones filipinos, la orfebrería de ámbar de las rubias peinetas clásicas, la púrpura brillante de los claveles tempranos y el algarero repiqueteo de las colleras en los asimones» enjaezados, habrán desaparecido ya en ese día en que el mundo cristiano se conmueve con la tragedia del Hombre Dios.

Descontado el motivo literario que ello supone, párecenos bien, por otros más altos motivos, la supresión de tal fiesta en estas circunstancias.

Ya abogamos por la supresión del Carnaval, y las mismas razones abonan hoy nuestra aprobación.

Como entonces, seguimos creyendo que no es piadoso autorizar fiestas colectivas cuando el mundo entero se desangra y nuestra Patria vive momentos graves, tal vez decisivos para nuestro porvenir.
El Día, 14 de marzo de 1918.